# أدريان مونك
إدريان مونك (بالإنجليزية: Adrian Monk)‏ شخصية تلفزيونية ضمن مسلسل مونك الأمريكي ويلعب دور إدريان مونك الممثل الأمريكي ذو الأصول اللبنانية توني شلهوب ، والذي لعب دور المحقق في مسلسل مونك الأمريكي.